# Henrik von Elswichshusen
Henrik von Elswichshusen, död före 1683, var en svensk handelsman och ämbetsman bördig från Lübeck.

## Biografi
Henrik von Elswichshusen var bror till Helmich von Elswich (1615–1697) som blev inspektor vid järnvågen i Stockholm. Han omtalas i Stockholm första gången 1644 och fick 1650 burskap där som sidenhandlare. Genom vänskap med Johan Risingh utsågs han 1654 till faktor för Nya Sverige. 15 maj 1654 avseglade han med gallioten Gyllene Hajen på den elfte expeditionen till kolonin. Man seglade först till Porto Rico för att kräva ersättning för skeppet Kattan som sjunkit. På väg till nya Sverige styrdes skeppet dock in i Hudsonfloden i stället för Delawarebukten och skeppet beslagtogs av den holländske guvernören i Nya Amsterdam Peter Stuyvesant. Utan skepp och varor fick därefter landvägen ta sig till Fort Christina. 1655 invaderades dock kolonin av holländarna som intog Trefaldighetsskansen och började belägra Fort Christina. 7 september 1655 sändes en delegation om tre personer däribland von Elswichshusen att förhandla med Peter Stuyvesant. Svenskarna var mycket underlägsna men hade på guvernören Johan Risinghs förslag ställt långtgående krav för sin kapitulation. Holländarna gick dock med på de flesta villkoren och erbjöd även svenskarna att stanna kvar och behålla området norr om Fort Christina. Risingh trodde dock att svenska staten skulle hämnas och skicka förstärkningar och ville därför inte acceptera en sådan kompromiss. 16 september slöt man ett avtal om kapitulation. Risingh och von Elswichshusen skulle återvända med en del av kolonisterna och övriga skulle stanna kvar och avvakta besked från Sverige. Von Elswichshusen var tillbaka i Sverige i början av 1656 och avlade då rapport om förlusten av kolonin. Erik Axelsson Oxenstierna, som var den som främst engagerat sig i kolonins fortbestånd avled dock samma år, och några försök att återfå kolonin gjordes inte. Von Elswichshusen utsågs istället till kamrerare vid generalguvernementet i Reval. 1675 erhöll han assistansråds titel och adlades. 1680 blev von Elswichshusen assessor i borgrätten i Reval.